# Лория, Нуну Бичикоевна
Нуну Бичикоевна Лория — советский хозяйственный и государственный деятель, лауреат Государственной премии СССР за выдающиеся достижения в труде.

## Биография
Родилась в 1944 году в Грузинской ССР. Член КПСС.
В 1960—1999 годах — швея-мотористка фабрики имени Орджоникидзе Министерства легкой промышленности Грузинской ССР в городе Тбилиси.
За большой личный вклад в увеличение выпуска, улучшение качества, снижение себестоимости товаров народного потребления была в составе коллектива удостоена Государственной премии СССР за выдающиеся достижения в труде 1984 года.
Делегат XXVI съезда КПСС.
Жила в Тбилиси.

## Награды
- Орден Октябрьской Революции
- Орден Трудового Красного Знамени